# Resolutie 1905 Veiligheidsraad Verenigde Naties
Resolutie 1905 van de Veiligheidsraad van de Verenigde Naties werd op 21 december 2009 unaniem door de VN-Veiligheidsraad aangenomen en verlengde de regelingen waarbij de opbrengsten van Iraakse olie en gas in een ontwikkelingsfonds ten behoeve van de bevolking werden gestopt met een jaar.

## Achtergrond
Op 2 augustus 1990 viel Irak zijn zuiderbuur Koeweit binnen en bezette dat land. De Veiligheidsraad veroordeelde de inval nog diezelfde dag middels resolutie 660, en later kregen de lidstaten carte blanche om Koeweit te bevrijden. Eind februari 1991 was die strijd beslecht en legde Irak zich neer bij alle aangenomen VN-resoluties. Het land werd vervolgens verplicht om zich te ontwapenen door onder meer al zijn massavernietigingswapens te vernietigen. Daaraan werkte Irak echter met grote tegenzin mee, tot grote woede van de Verenigde Staten, die het land daarom in 2003 opnieuw binnenvielen.
Een door de VN geleide overgangsregering werd in 2004 opgevolgd door een Iraakse. In 2005 werd een nieuwe grondwet aangenomen en vonden verkiezingen plaats, waarna een coalitie werd gevormd. In de tussentijd werd het land echter geplaagd door sektarisch geweld en bleven vele slachtoffers vallen door de talloze terreuraanslagen.

## Inhoud

### Waarnemingen
De situatie in Irak was geheel veranderd sinds resolutie 661 in 1990. 's Lands staatsbestel werd sterker en het land gaf aan de schulden die het van het vorige regime had geërfd te willen aflossen. Het vroeg daarbij blijvende steun van de internationale gemeenschap.

### Handelingen
De regelingen waarbij de opbrengst van Iraakse aardolie en aardgas in een ontwikkelingsfonds voor Irak werden gestort, in overeenstemming met resolutie 1483 uit 2003, werden verlengd tot 31 december 2010. Ook het toezicht op dat fonds door de Internationale Advies- en Waarnemingsraad werd verlengd. Op verzoek van Irak, of alleszins voor 15 juni 2010, zouden deze maatregelen herzien worden. Irak werd gevraagd al een systeem voor de periode na dit fonds te plannen en hierover tegen 1 april 2010 te rapporteren.

### Annex
In bijlage zat een "brief van 13 december 2009 van de eerste minister van Irak aan de voorzitter van de Veiligheidsraad". Daarin erkende de premier, Nuri Kamel al-Maliki, dat de regelingen in verband met de olie-inkomsten verzekerden dat deze opbrengst de bevolking ten goede kwam en vroeg hij om deze te verlengen.

## Verwante resoluties
- Resolutie 1859 Veiligheidsraad Verenigde Naties (2008)
- Resolutie 1883 Veiligheidsraad Verenigde Naties
- Resolutie 1936 Veiligheidsraad Verenigde Naties (2010)
- Resolutie 1956 Veiligheidsraad Verenigde Naties (2010)

Lijst ·  1860 ·  1861 ·  1862 ·  1863 ·  1864 ·  1865 ·  1866 ·  1867 ·  1868 ·  1869 ·  1870 ·  1871 ·  1872 ·  1873 ·  1874 ·  1875 ·  1876 ·  1877 ·  1878 ·  1879 ·  1880 ·  1881 ·  1882 ·  1883 ·  1884 ·  1885 ·  1886 ·  1887 ·  1888 ·  1889 ·  1890 ·  1891 ·  1892 ·  1893 ·  1894 ·  1895 ·  1896 ·  1897 ·  1898 ·  1899 ·  1900 ·  1901 ·  1902 ·  1903 ·  1904 ·  1905 ·  1906 ·  1907